# Arauco (departement)
Arauco is een departement in de Argentijnse provincie La Rioja. Het departement (Spaans:  departamento) heeft een oppervlakte van 1.992 km² en telt 13.720 inwoners.

## Plaatsen in departement Arauco
- Aimogasta
- Arauco
- Bañado de los Pantanos
- Estación Mazán
- Machigasta
- San Antonio
- Termas de Santa Teresita
- Udpinango
- Villa Mazán